# Château de Cendrillon
Ne doit pas être confondu avec Château de la Belle au bois dormant, Enchanted Storybook Castle ou Castle of Magical Dreams.
Le Château de Cendrillon (en anglais, Cinderella Castle) est le château de contes de fées occupant la place centrale de deux parcs à thèmes Disney : Magic Kingdom (Orlando, États-Unis) et Tokyo Disneyland (Tokyo, Japon). D'inspiration néogothique, son architecture est issue des esquisses de l'imagineer Herbert Ryman.
Le château sert d'icône aux deux Royaumes Enchantés précités, ainsi qu'à la société Walt Disney Pictures depuis 2006.

## Architecture et inspirations

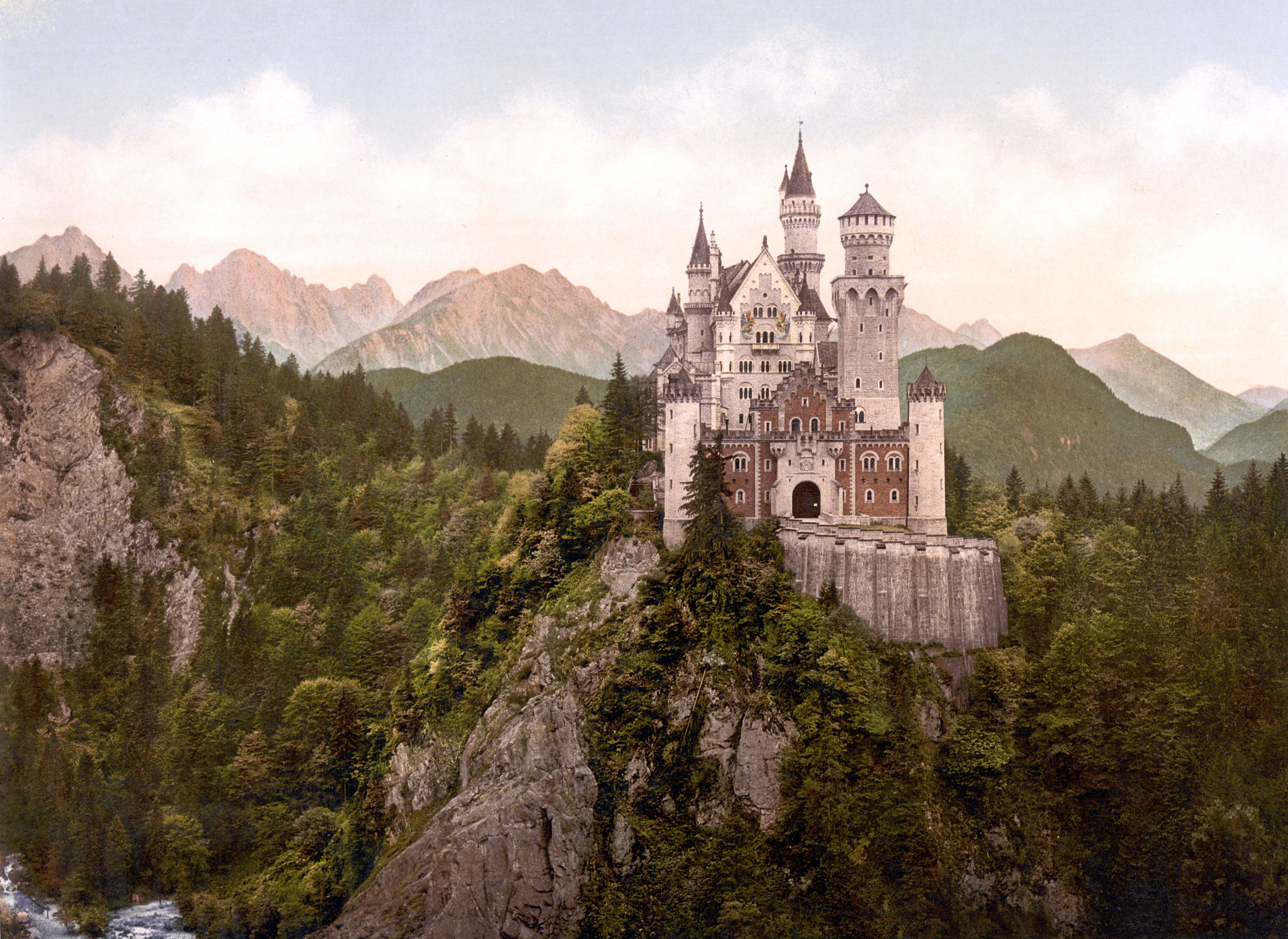
Neuschwanstein, château néogothique construit sur un éperon rocheux de la Bavière, en Allemagne.

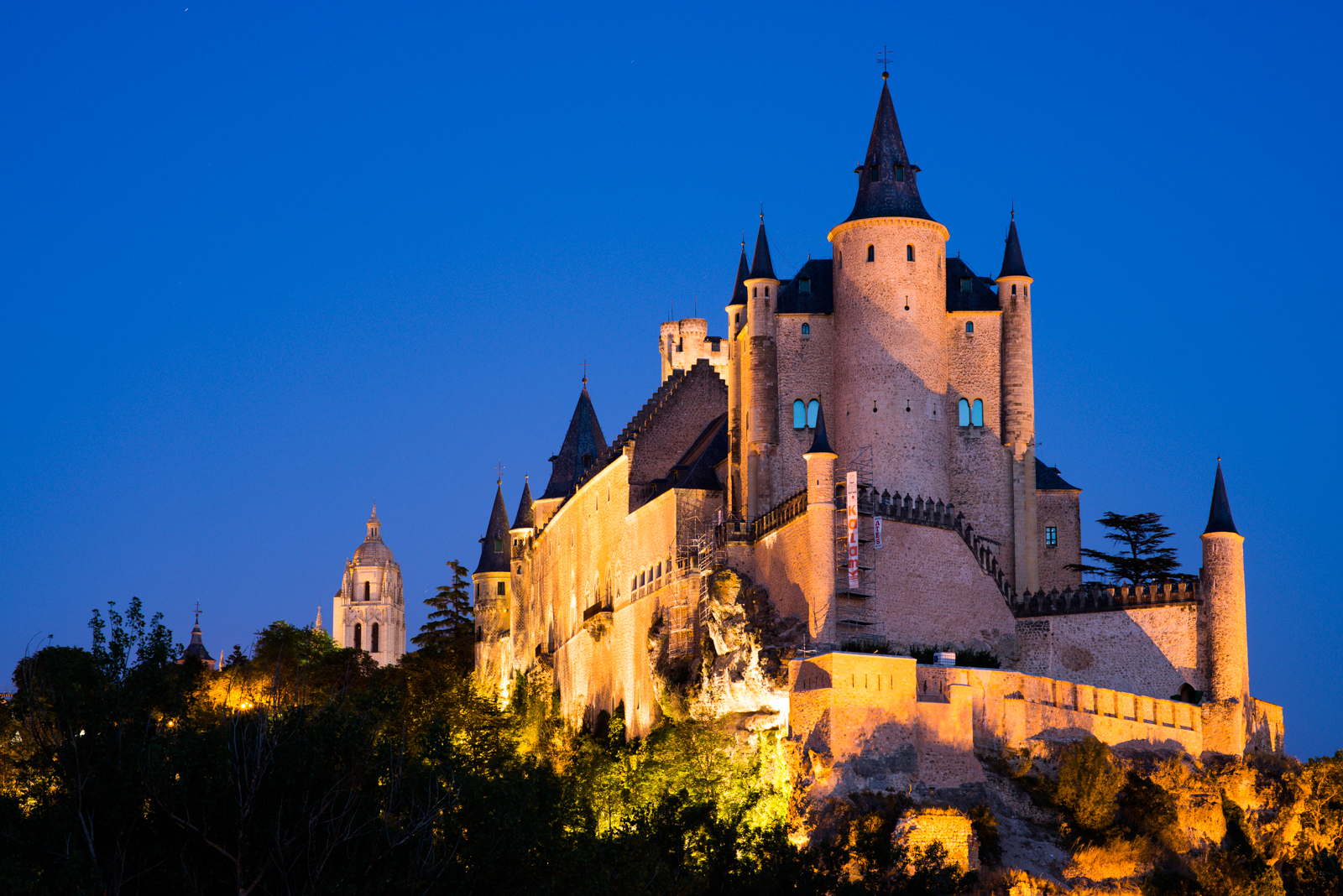
Alcazar de Ségovie, château fort médiéval situé en Espagne.

L'architecture du château est basée sur le château de Cendrillon tel qu'il apparaît dans le long métrage d'animation éponyme.
Les films de la Walt Disney Company s'inspirant des contes de fées européens, les formes et l'esthétique du Château de Cendrillon sont inspirées de plusieurs monuments d'Europe, dont divers châteaux de la Loire : les châteaux de Chenonceau, de Chambord, de Chaumont-sur-Loire et d'Ussé auxquels s'ajoutent ceux de Pierrefonds (situés en France), ainsi que du château de Neuschwanstein (situé en Allemagne) et de l'Alcazar de Ségovie (situé en Espagne).
Par ailleurs, les éléments du vocabulaire architectural et les couleurs originales du Château de Cendrillon rappellent le tuffeau blanc et les toits d'ardoise des châteaux de la Loire dans les  enluminures des Très Riches Heures du Duc de Berry, en particulier les décors de toit (épis et crêtes de faîtages) et le soulignement des bords de créneaux et des angles de tours du château de Saumur, les tours aux toitures à deux niveaux et les lucarnes du château d'Ussé, la niche du château de Blois ou les motifs de tuiles vernissées de Bourgogne.

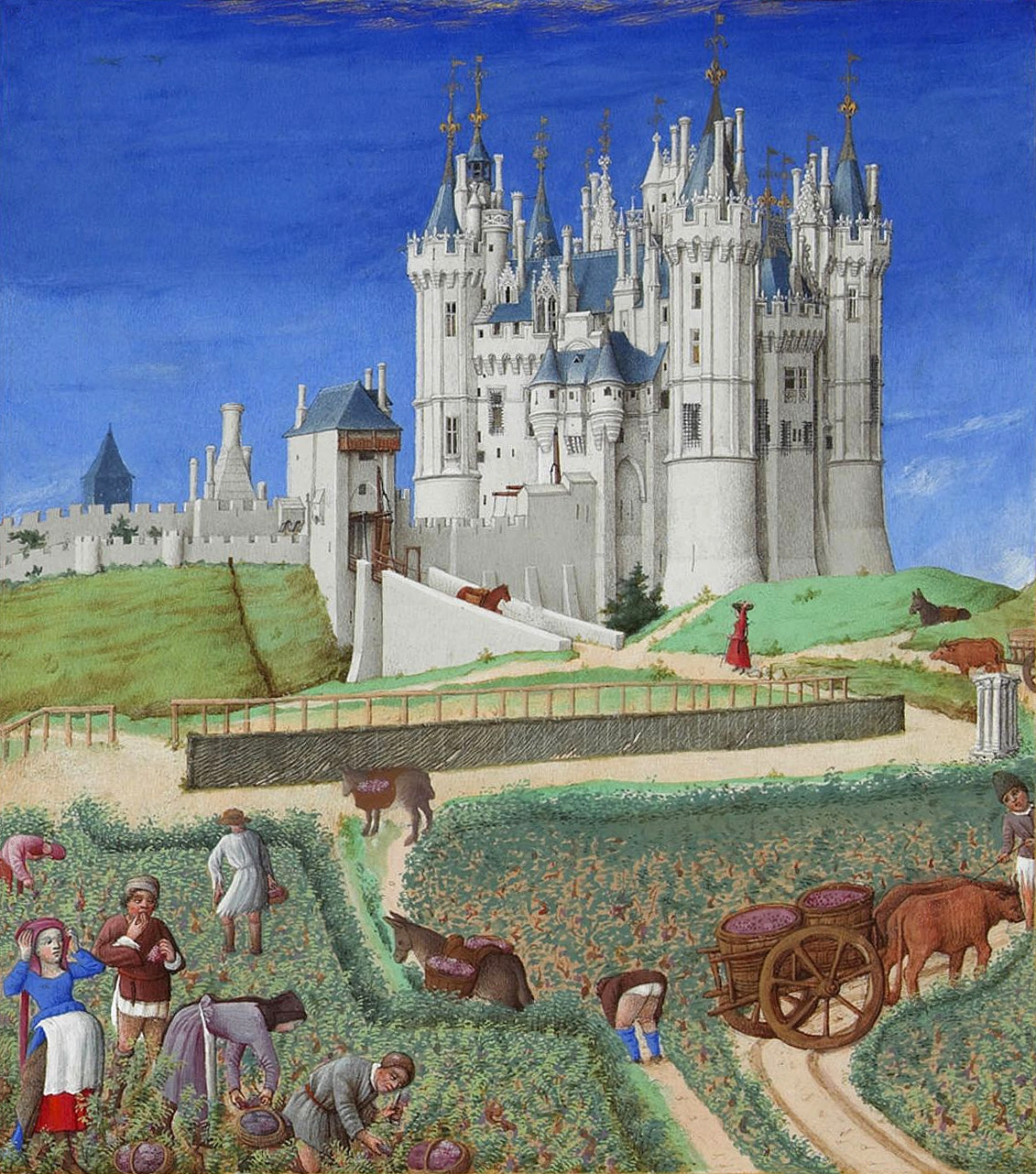
Château de Saumur dans les Très Riches Heures du Duc de Berry
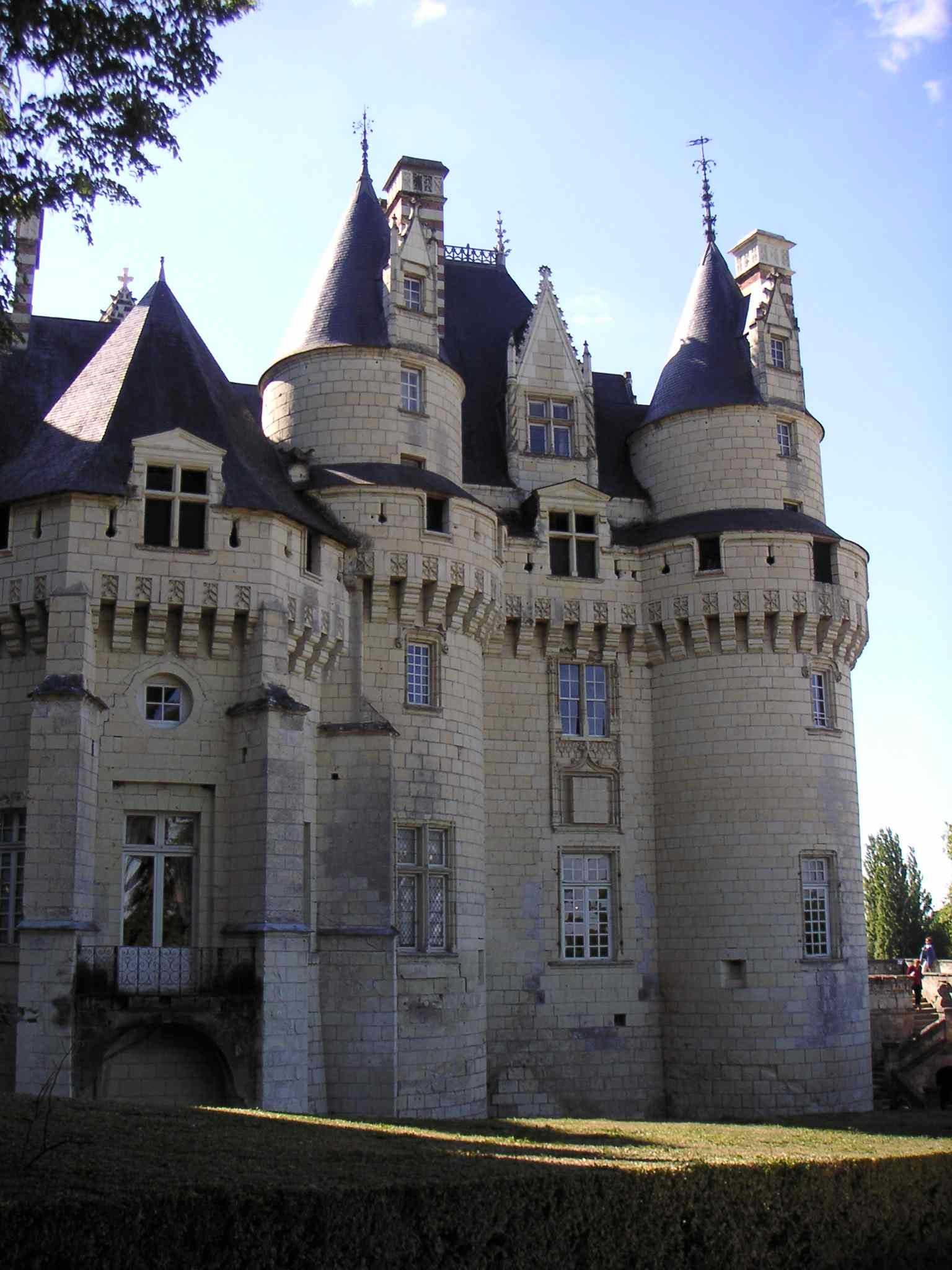
Toitures à double niveau des tours du château d'Ussé
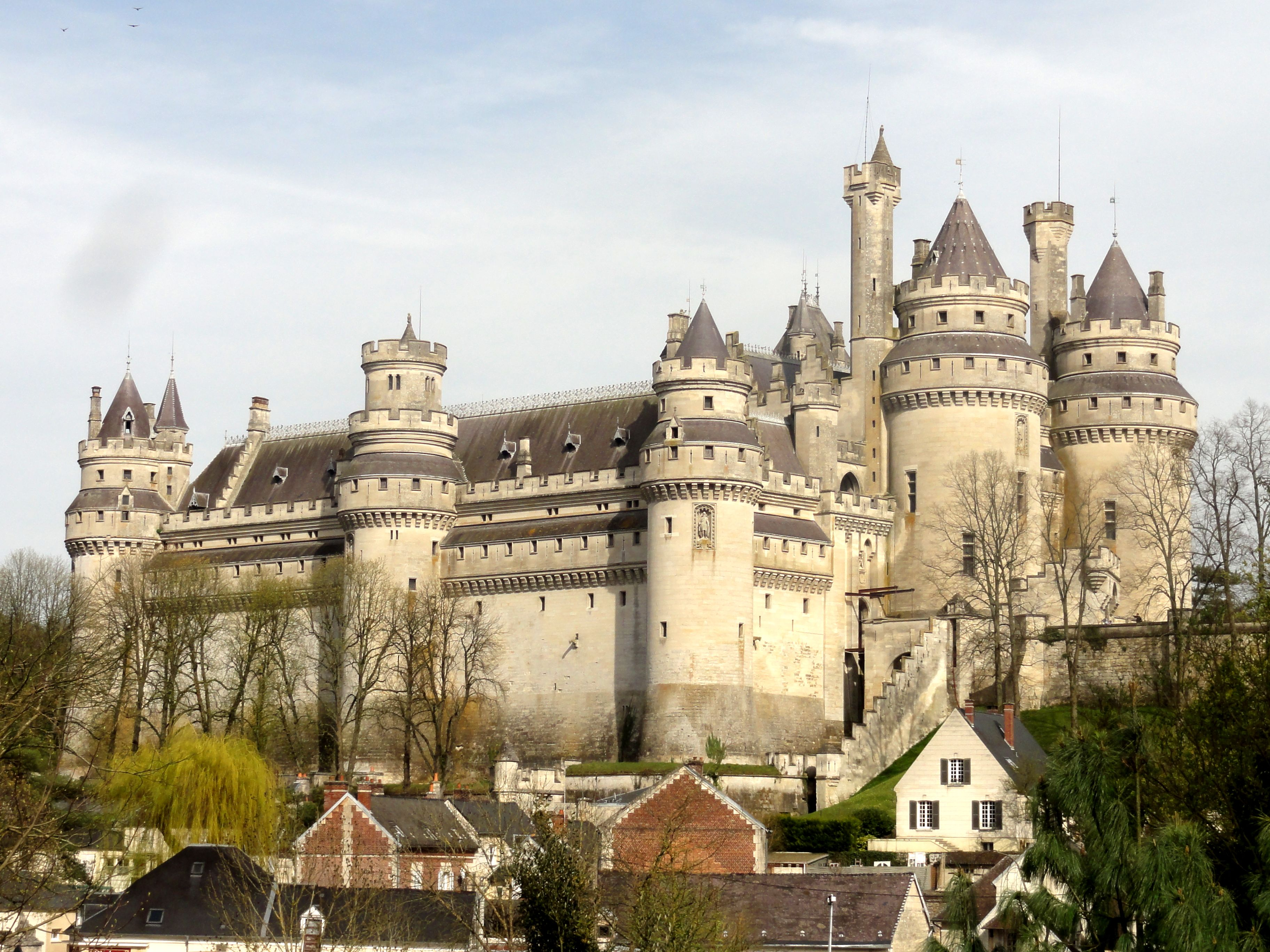
Château de Pierrefonds
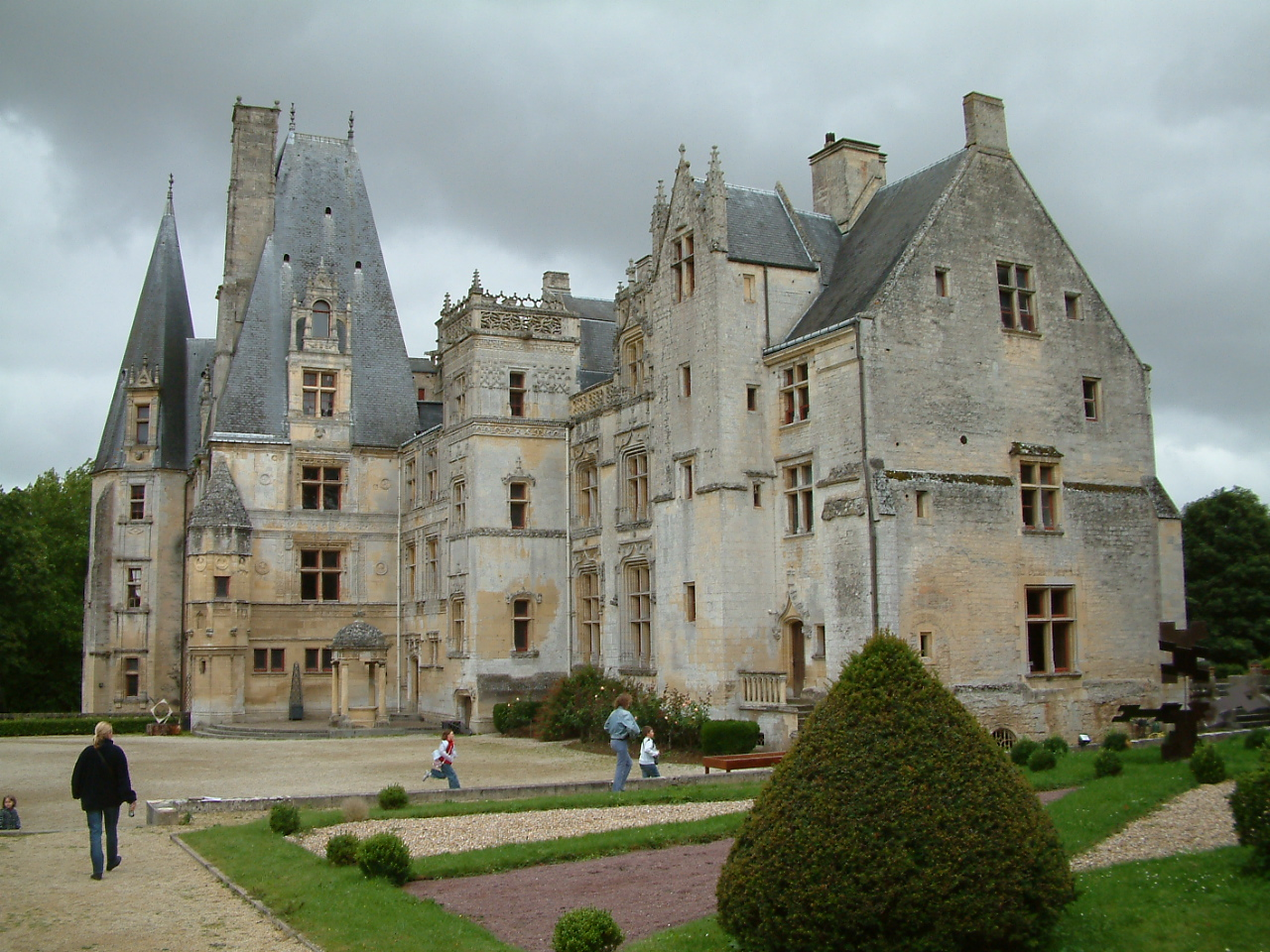
Haute toiture avec double lucarne du château de Fontaine-Henry
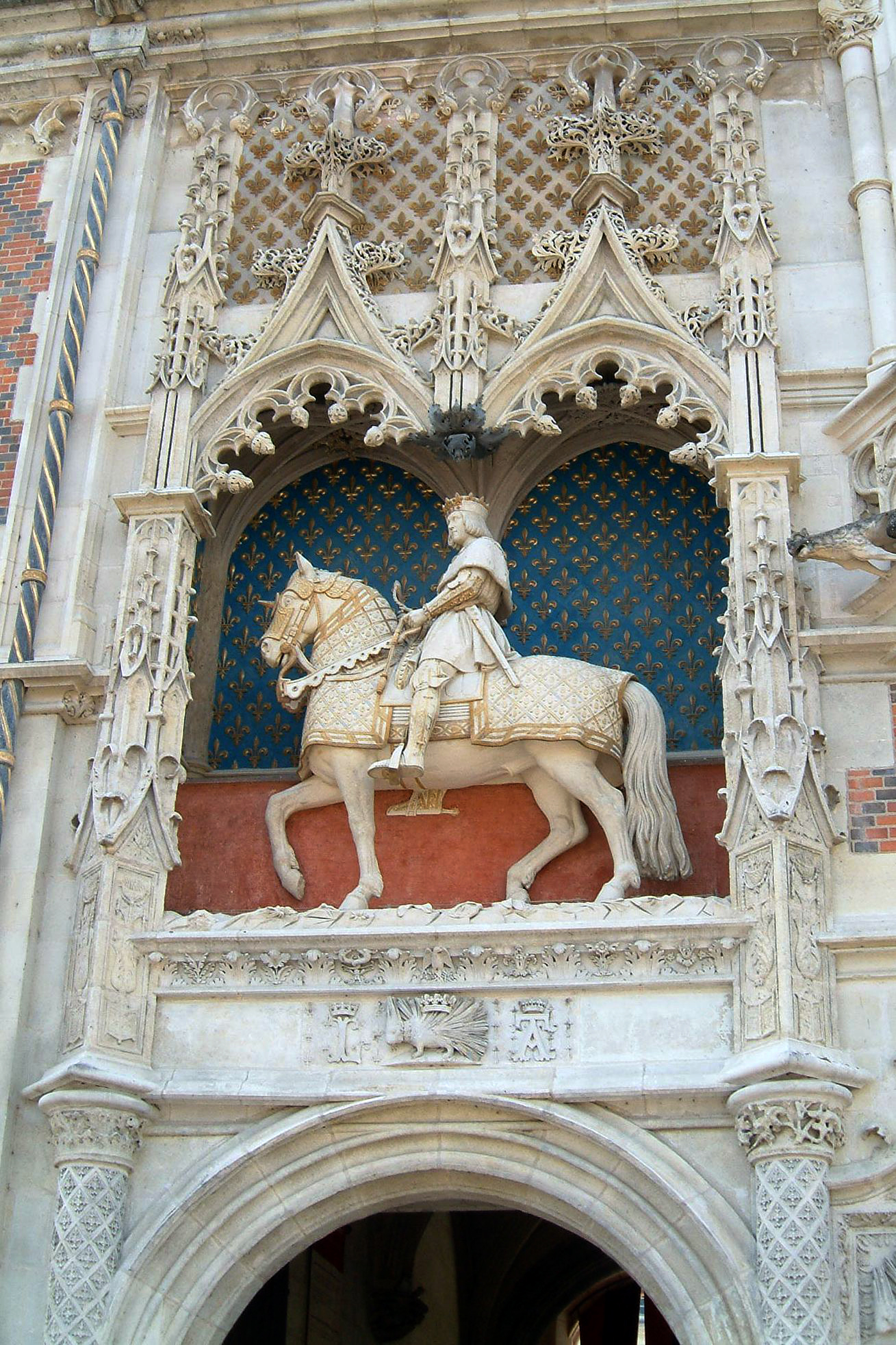
Niche du château de Blois
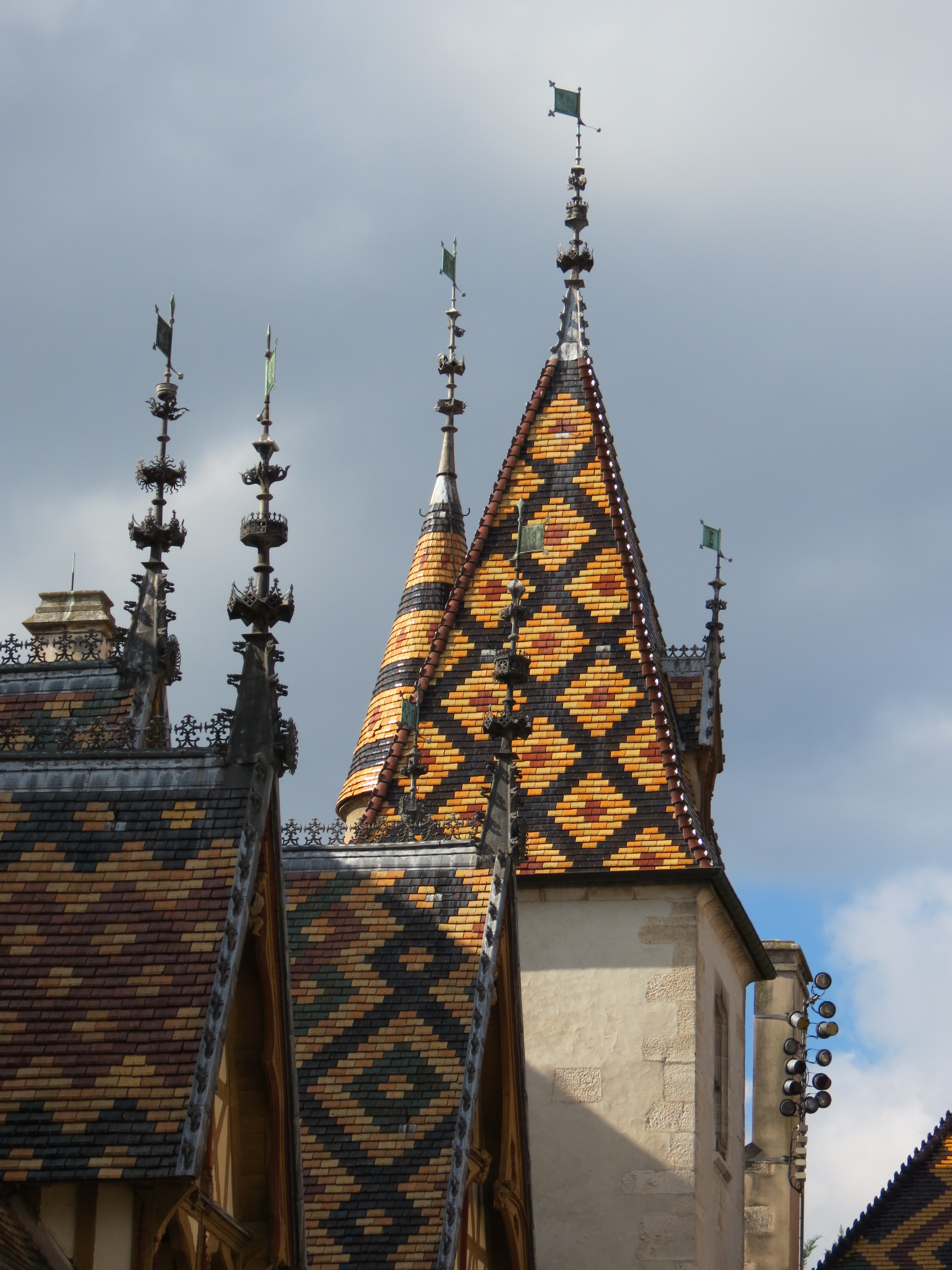
Motifs de tuiles vernissées des Hospices de Beaune

Les esquisses du château sont réalisées dès 1967 par l'imagineer américain Herbert Ryman. Ce dernier a également réalisé les esquisses du château dans le film Cendrillon (1950), ainsi que celles du Château de la Belle au bois dormant (construit dans le parc Disneyland d'origine, à Anaheim).

## Magic Kingdom

### Historique
L'édifice conçu par la Walt Disney Imagineering sous la direction de Herbert Ryman, fut terminé en juillet 1971, après 18 mois de travaux et ouvrit officiellement le 1er octobre 1971.

### Description

#### Extérieur
Il est haut de 55,8 m (soit 183 pieds). Si on le mesure du fond des douves, on obtient 57,6 m (soit 1,8 m de plus).
Le château mesure donc 32 m de plus que le Château de la Belle au bois dormant, à Disneyland. Le Château de Cendrillon est visible à trois kilomètres à la ronde, afin de conforter les visiteurs arrivant à Walt Disney World Resort par la voie express privée de 10 kilomètres qu'ils sont bien dans le complexe Disney ; alors que le château de Disneyland n'est quant à lui visible qu'après avoir franchi Main Street, USA.
Ce château est composé au total de 27 tours. Au départ, il était prévu que le bâtiment comporte un appartement pour Walt Disney et sa famille, mais il mourut avant l’ouverture du parc, et l’espace fut utilisé pour un bureau.
En 2007, le projet est réapparu et l’espace a été transformé pour enfin devenir une suite. Depuis le mois de janvier 2007, elle est utilisée dans le cadre des Disney Dreams Giveway pendant l’année (Disney's Year of Million Dream) pour recevoir des invités privilégiés. Ils ont alors la chance de passer une nuit à l'intérieur du château.
- Hauteur : 55,8 mètres
- Situation : 28° 25′ 10″ N, 81° 34′ 52″ O

#### Intérieur
Le corridor traversant le château et ouvrant sur Fantasyland comporte une galerie proposant une série de cinq mosaïques racontant l’histoire de Cendrillon, conçue par l’imagineer Dorothea Redmond et réalisée par une équipe de six artistes sous l’œil du mosaïste Hanns-Joachim Scharff. Chaque panneau mesure 4,6 mètres sur 3 mètres. Les travaux pour la réalisation de cette galerie durèrent 22 mois.
Après ce corridor, une petite cour accueille un bronze de Cendrillon puis s'élargit pour laisser la place au Cinderella's Golden Carousel.
En 1994, un élément issu du film Merlin l'Enchanteur (1963), l'enclume dans laquelle est figée l’épée Excalibur, a été placée entre le carrousel et le château, afin de divertir les jeunes visiteurs.
Un restaurant nommé Cinderella's Royal Table, d’abord connu sous le nom King Stefan’s Banquet Hall, est également présent dans les murs du château, au premier étage. Le nom original était associé au père de la Belle au bois dormant, créant une confusion, réparée par renommage le 28 avril 1997.
Depuis le 10 septembre 2006, le château abrite aussi au rez-de-chaussée une boutique nommée Bibbidi Bobbidi Boutique associée aux Princesses Disney.

### Événements
Depuis les années 1990, le château est devenu un élément du parc se transformant en fonction des occasions.

#### 1996-1997: les 25 ans du parc
Pour célébrer cet anniversaire en 1996-1997, les imagineers ont transformé le château en gâteau d'anniversaire géant, nécessitant entre autres plus de 1 800 l de peinture rose.

#### 2004: l'invasion de Stitch
Pour annoncer l'ouverture de l'attraction Stitch's Great Escape!, le 16 novembre 2004, le château fut recouvert de guirlandes de papier toilette. Sur la partie basse d'une tour, un faux graffiti marquait « Stitch is King » (Stitch est le roi).

#### 2005:Happiest Celebration on Earth
En l'honneur des 50 ans du parc Disneyland, le festival Happiest Celebration on Earth fut mis en place à partir du 5 mai 2005. Le château fut décoré de bannières, tentures, blasons et autres ornements dorés. Des statues de personnages de Disney, dorées elles aussi, furent fixées au château.
On pouvait alors voir Peter Pan, la Fée Clochette et Wendy volant autour de la plus haute tour. Également Kaa et le roi Louis du Livre de la jungle. Simba, Timon et Pumba du Roi lion, Sébastien et Polochon de la Petite sirène, le Chat de Chester et le Lapin blanc d'Alice au pays des merveilles, Hugo et Laverne du Bossu de Notre-Dame.
Juste au-dessus de l'arche d'entrée, un énorme miroir magique qui changeait d'image toutes les 40 secondes et qui montrait successivement les différents châteaux des parcs Disney, accompagnés de leur date d'ouverture. Ces décorations furent démontées en septembre 2006.

### Galerie

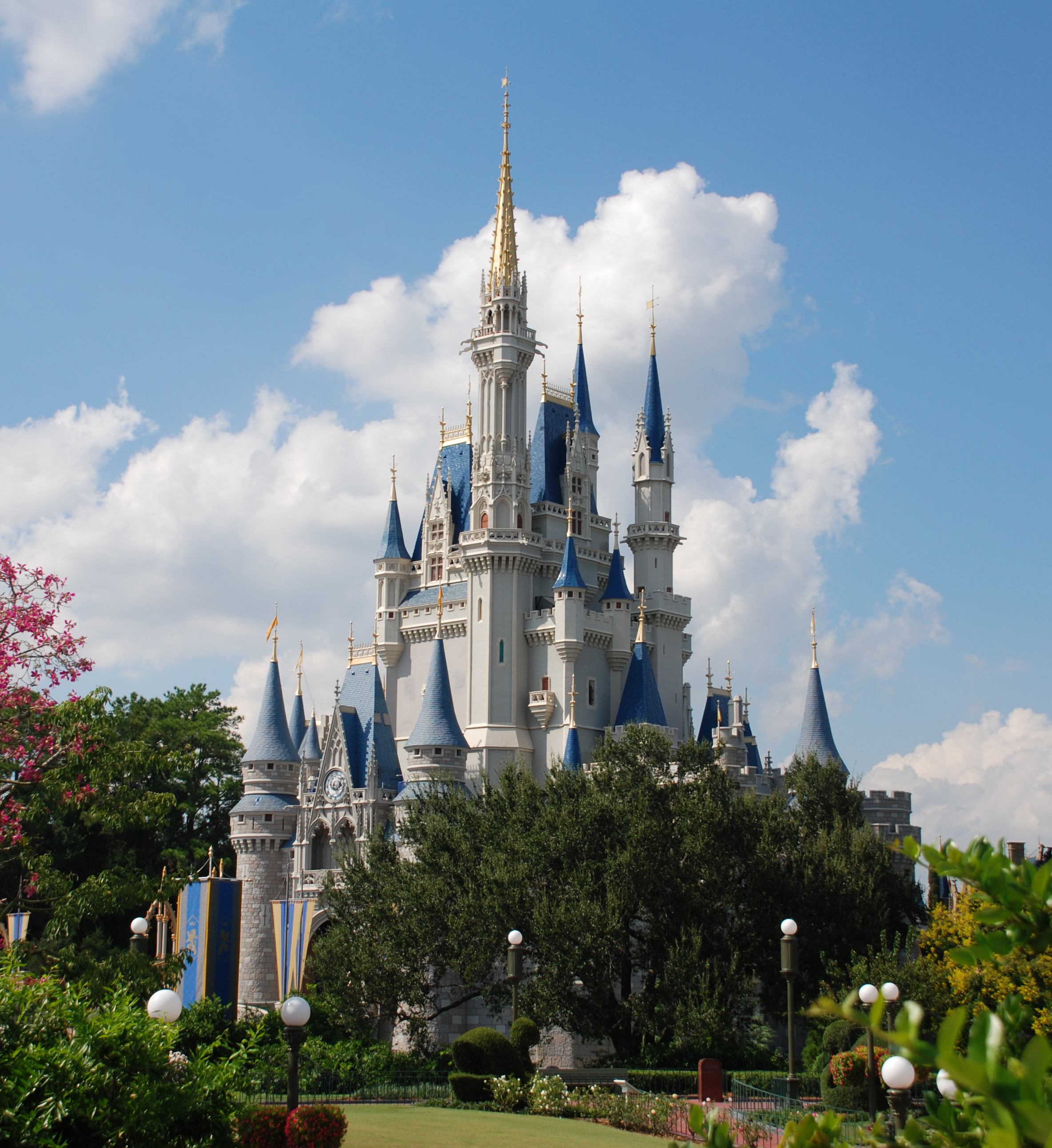
Le château, vu de côté.
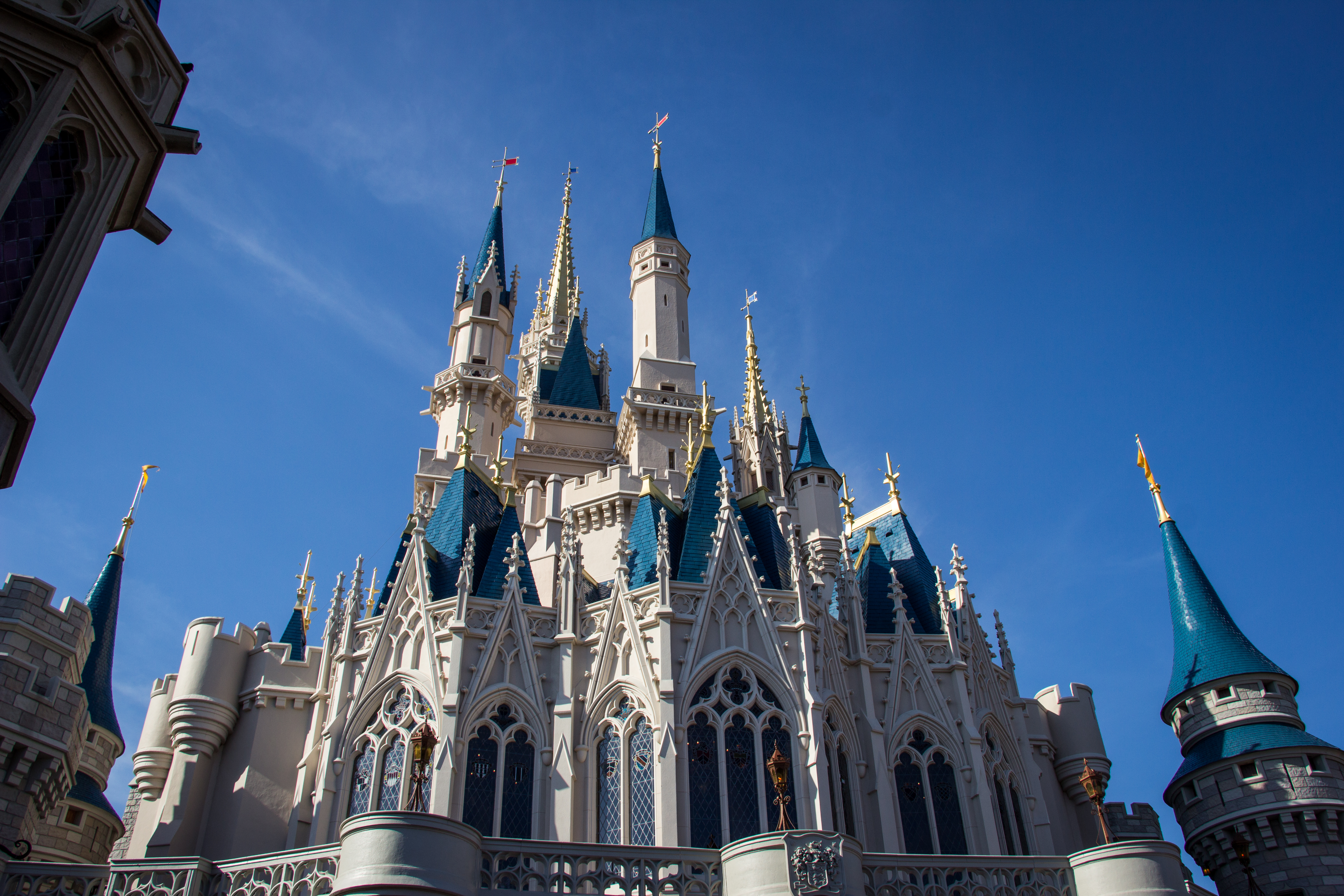
Le château, vu de derrière.
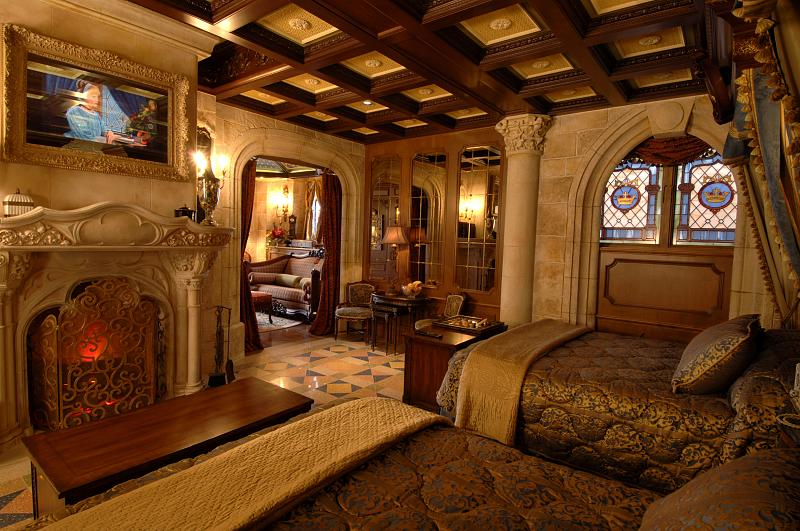
La Dream Castle Suite.
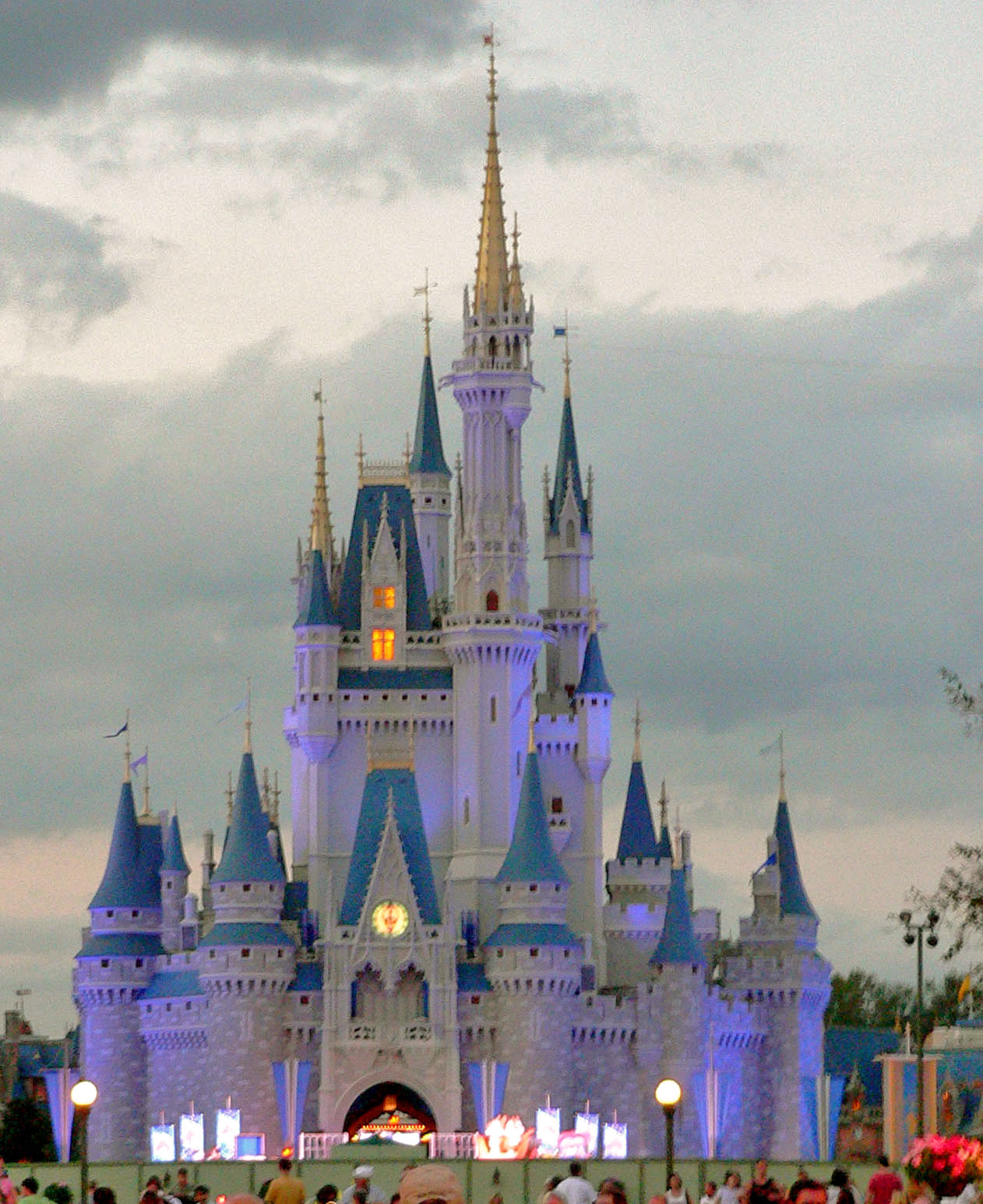
Le château au crépuscule.
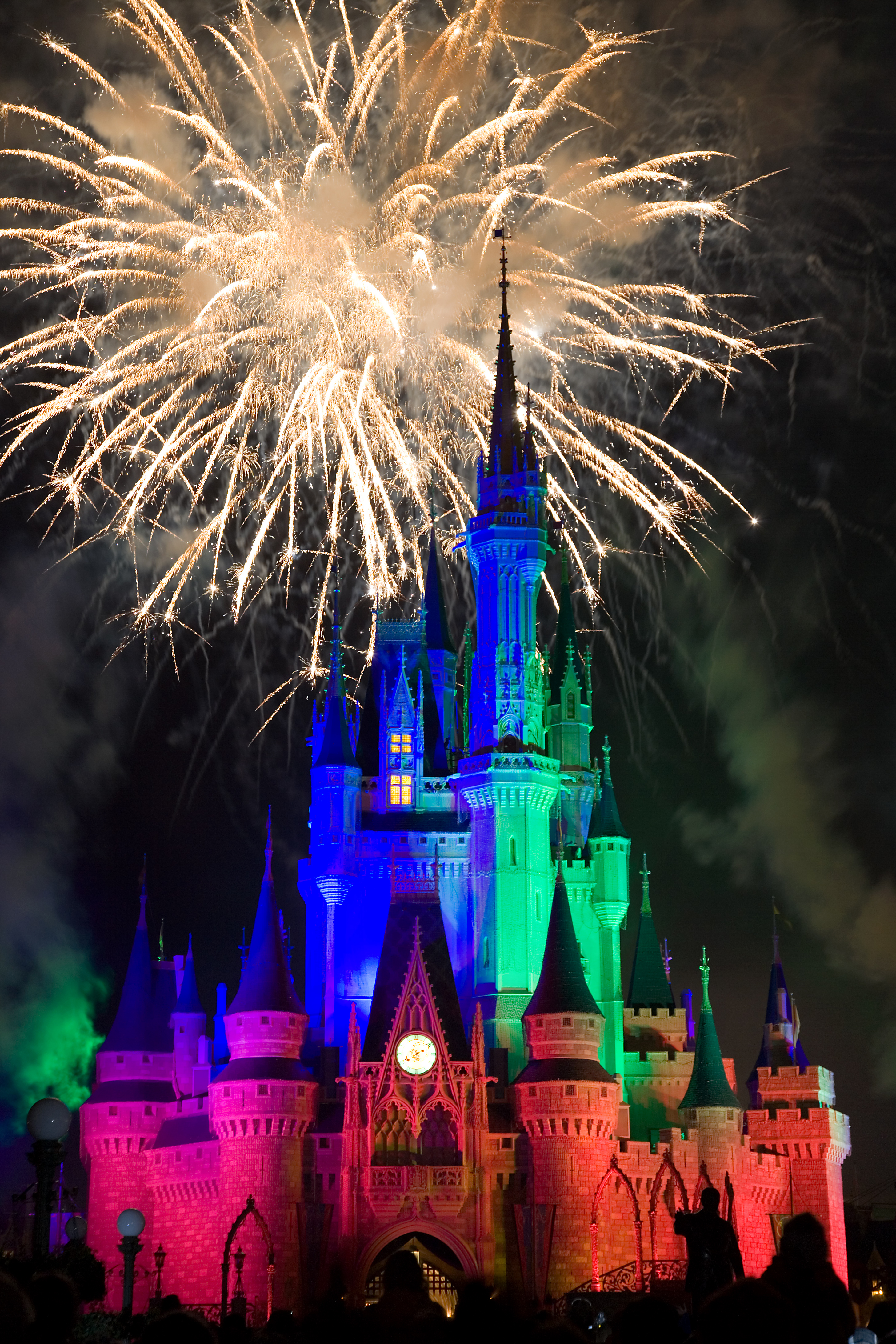
Le château de nuit, pendant le spectacle nocturne Wishes.

#### Décorations temporaires

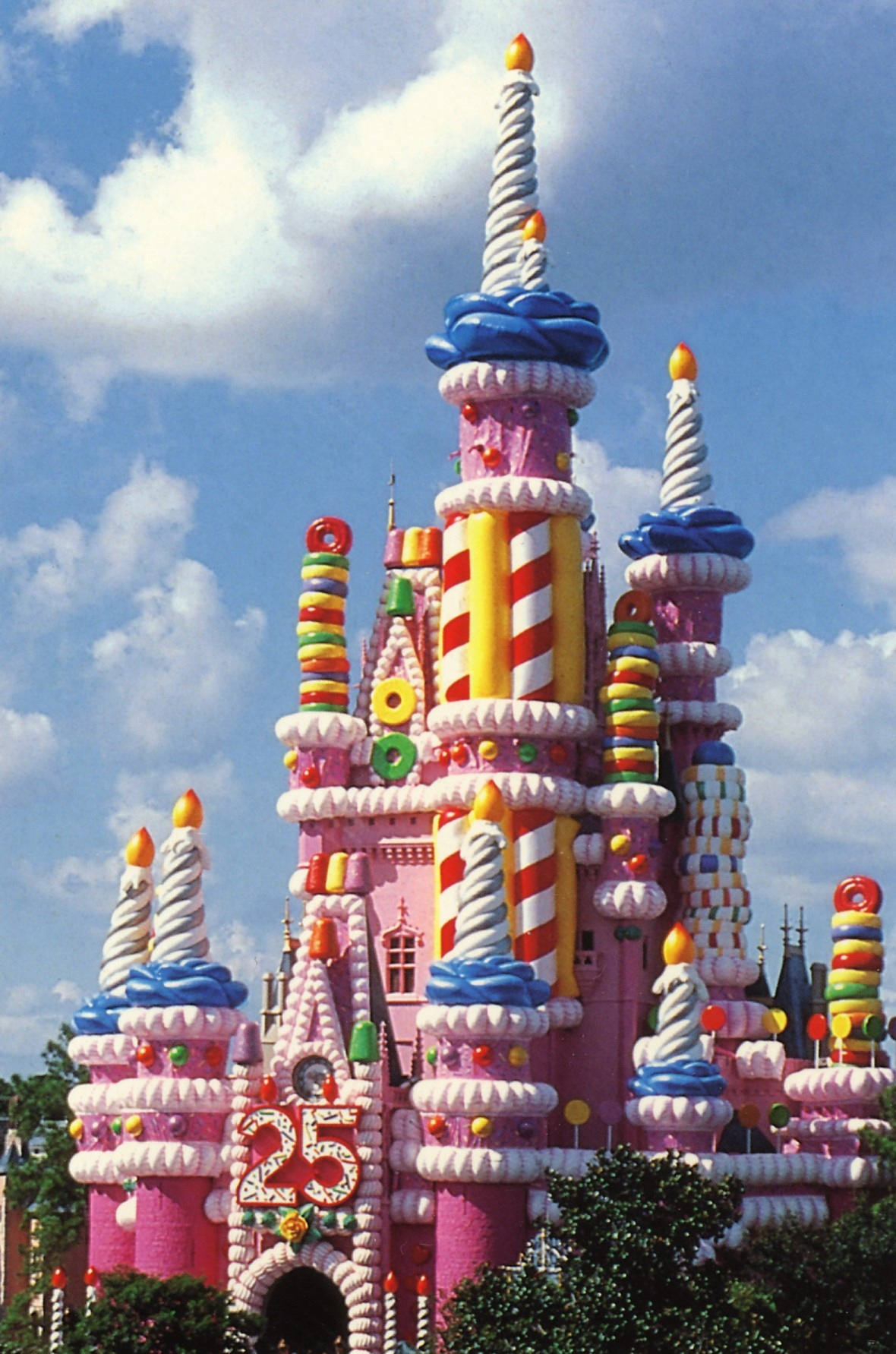
Le château durant les célébrations du 25e anniversaire.
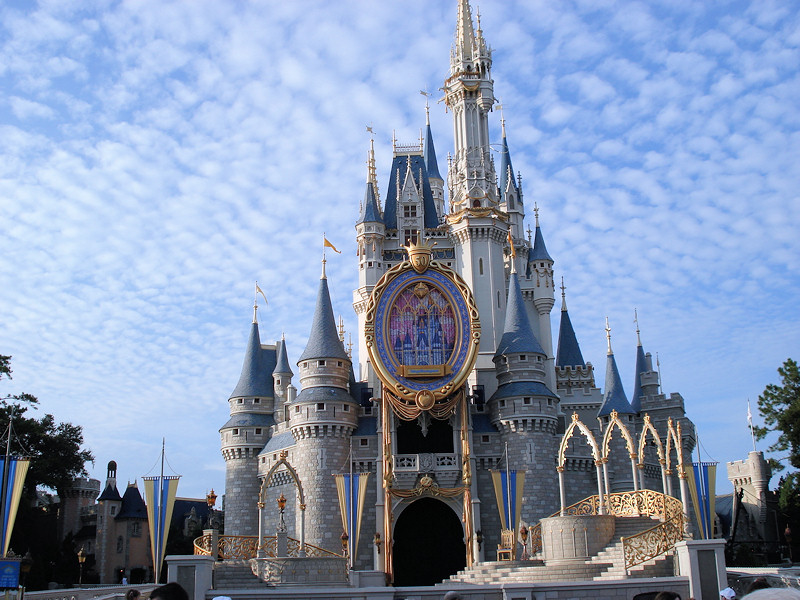
Le château durant la Happiest Celebration on Earth.

## Tokyo Disneyland

### Historique
Le Château de Cendrillon de Tokyo Disneyland a ouvert le 15 avril 1983.
En avril 2006, le château entre dans une période de rénovation à l'occasion de laquelle l'attraction Cinderella Castle Mystery Tour est définitivement fermée. Les murs sont repeints dans une couleur plus sombre.
En 2011, l'attraction Cinderella's Fairy Tale Hall ouvre ses portes.

### Description
Le Château de Cendrillon de Tokyo Disneyland est généralement considéré comme la copie conforme du château de Magic Kingdom. Il possède néanmoins quelques différences.
Un concept original de Herbert Ryman en 1976, reprenant les principes des parcs américains, ajoute une notion d'espace afin de renforcer l'impression d'échelle, en contraste avec les rues de la ville de Tokyo. De plus le parc est plus orienté sur les spectacles que ses confrères, élément se traduisant par la place devant le château qui comprend une scène entourée des deux bras d'une voie en fer à cheval se rejoignant au niveau du pont-levis.
De 1986 à 2006, le château abritait l'attraction Cinderella's Mystery Castle Tour, remplacée en 2011 par Cinderella's Fairy Tale Hall.
En 2006, il a été repeint dans une couleur plus sombre le différenciant encore plus de son modèle.
- Hauteur : 55,8 mètres
- Situation : 35° 37′ 55″ N, 139° 52′ 51″ E

### Galerie

Le château, vu de côté.
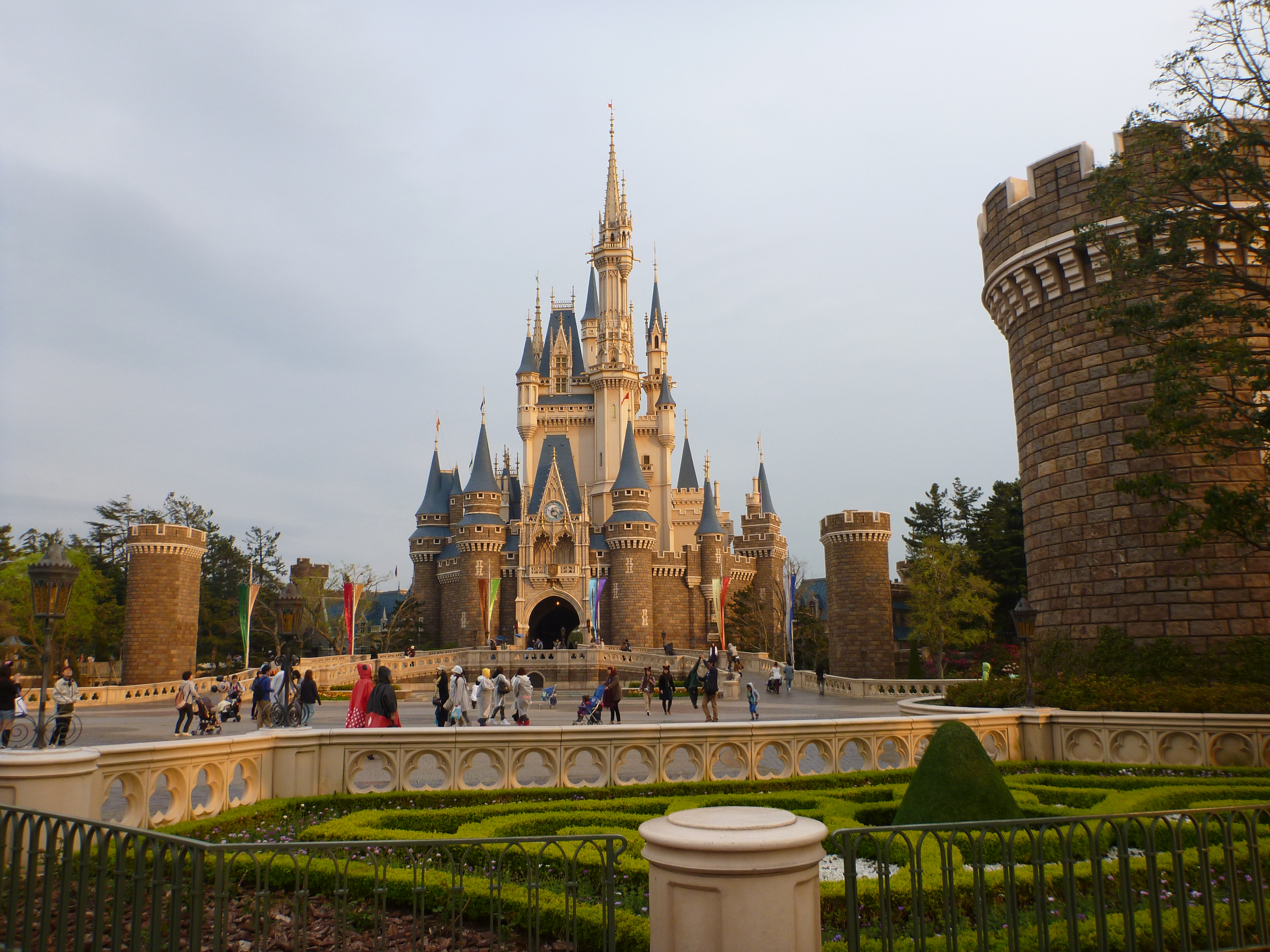
Le château et la place centrale.
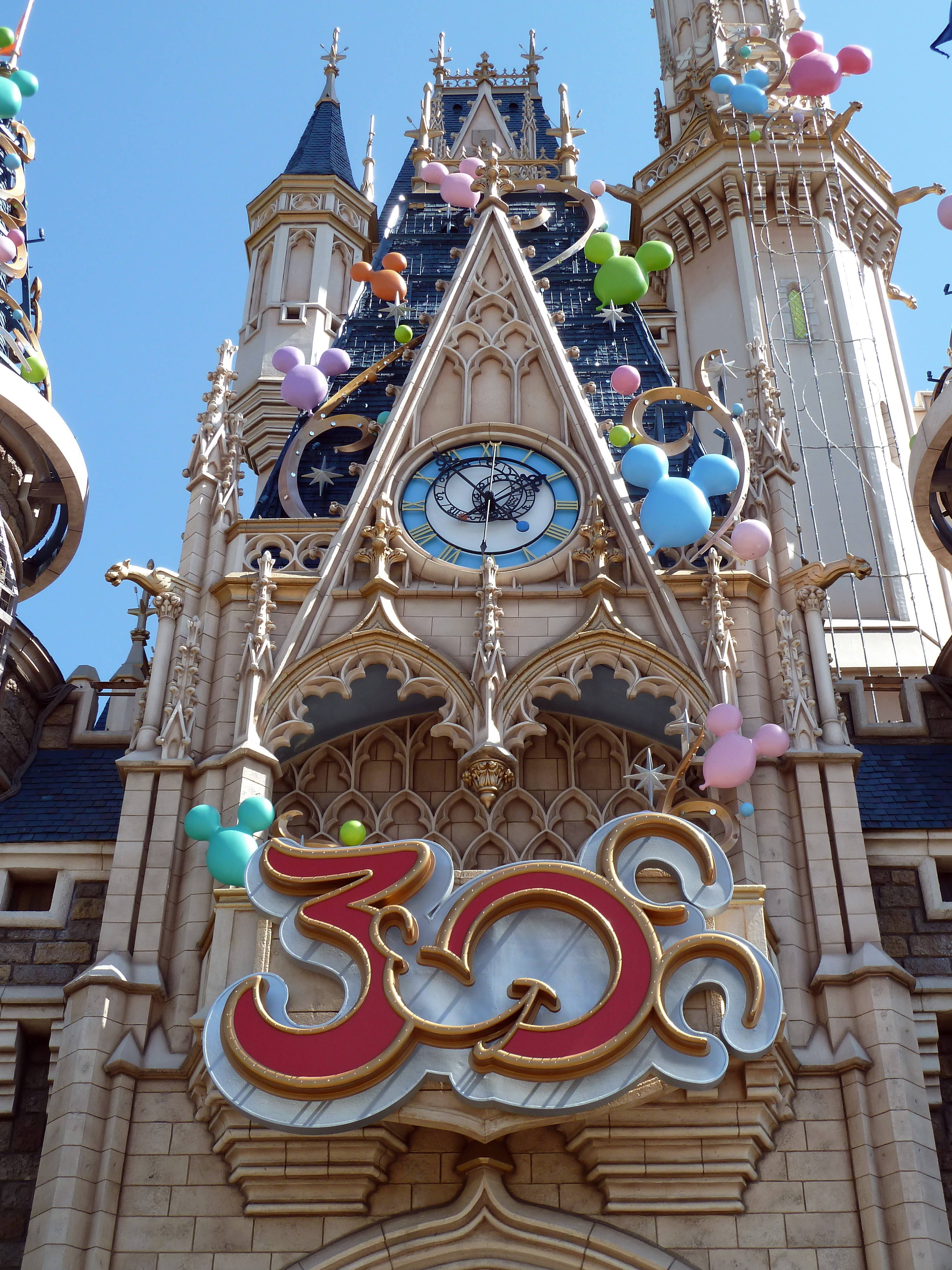
Décorations célébrant le 30e anniversaire du parc.
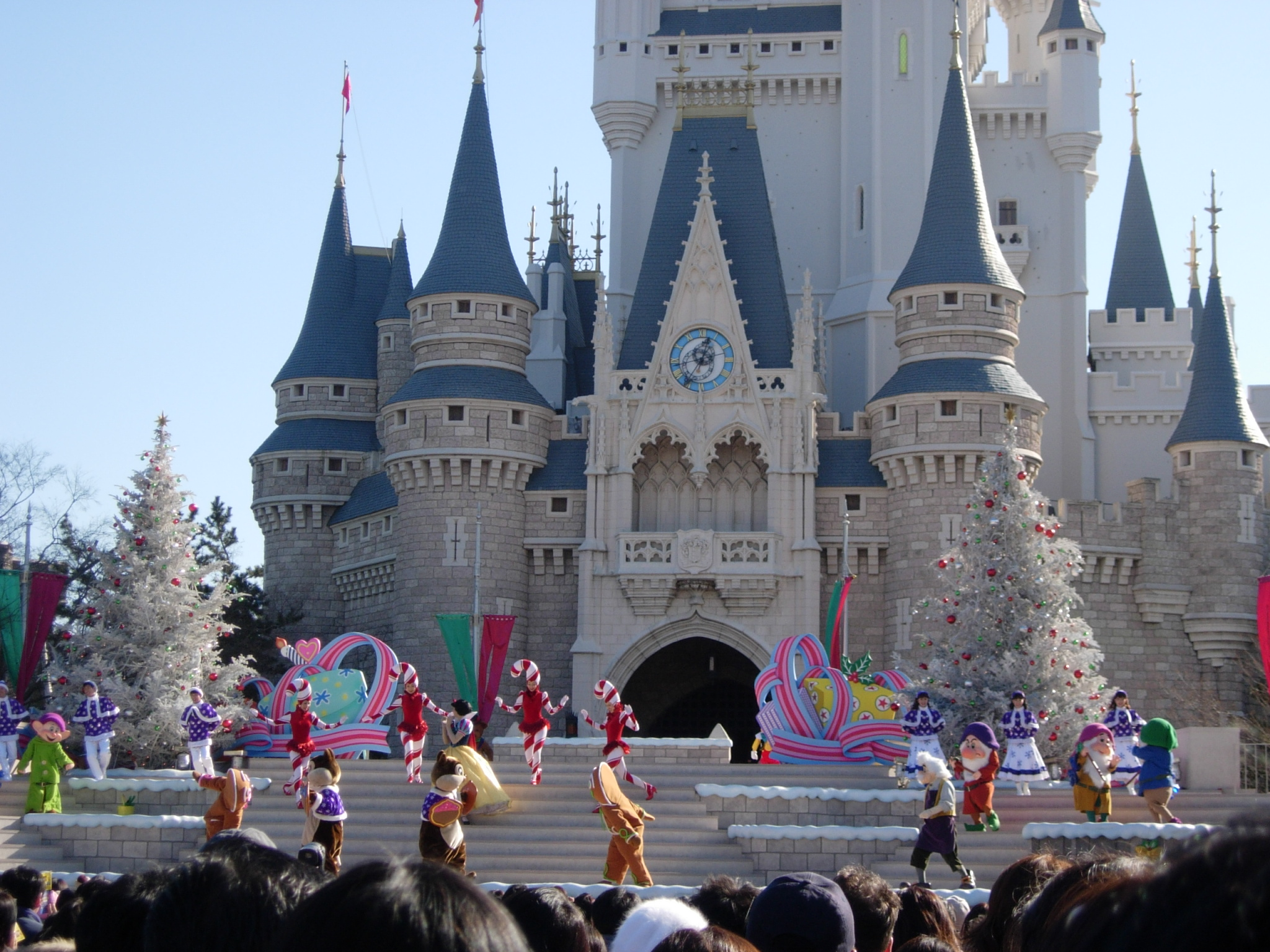
Festivités de Noël, en 2005.

## Dans la culture populaire
Le 9 juillet 2016, Lego dévoile une boite exclusive de la série Lego Disney contenant une réplique du Château de Cendrillon de 4 000 briques et cinq mini figurines de Mickey, Minnie, Donald, Daisy et la Fée Clochette